# Лосский замок
Лосский замок — деревянное оборонительное сооружение, существовавшее в XIV—XVIII веках на природном возвышении между притоками Березины Козловкой и Вересовкой в местечке Лоск Воложинского района Минской области.

## Описание
Сохранившийся инвентарь замка от 1621 года свидетельствует, что замок состоял из 10 трёхъярусных башен, соединённых срубными стенами-городнями. Входом в крепость служила двухъярусная башня с воротами, оборудованными герсой. Городни сверху были оборудованы боевыми галереями, с бойницами и обламами, накрытыми двухскатной крышей из дранки. Замок стоял на кольцевом земляном валу. Внутри него располагались два двухъярусных дворца. Один из них, построенный в эпоху ренессанса, имел башню с башенными часами. На первом этаже имелось 9 жилых помещений с печами, выложенными из кафеля и две кладовые. На втором, окружённом открытой галереей — гостиная, 2 светлых парадных комнаты, спальная комната и три кладовые. Во втором дворце насчитывалось 42 помещения. Вблизи от въездной башни находилась кухня. За стенами замка размещались баня и пивоварня.
Сохранилось замковое городище на юго-восточной окраине д. Лоск. Его основание имеет овальную форму, размером 75×160 м, высота 12—15 м, склоны замковой горы оплыли, Археологические исследования проводили Л. Алексеев (1956), Я. Зверуго (1985). Археологические раскопки вели в 1987 г. З. Позняк и М. Чернявский, в 1988—1989 гг. З. Позняк и Г. Саганович, в 1990 г. Г. Саганович и Ю. Бохан, в 1991 г. Ю. Бохан. В 1990 и 1991 гг. в раскопках принимали участие студенты строительного отряда и клуба «Нашчадкі» («Потомки») Минского государственного педагогического института имени М. Горького.
Исследовано около 400 м², культурный пласт 1-2 м. Итоги археологического исследования замка были обобщены в кандидатской диссертации и монографии Ю. Бохана.